# Җ (слово ћирилице)
Җ җ (Җ җ; искошено: Җ җ) је слово ћириличног писма. Зове се Жје или Ж са силазницом.  Његов облик је изведен од ћириличног слова Ж (Ж ж) са додатком спуштача на десној нози.
Җ се користи у азбукама дунганског,калмичког, татарског и туркменског језика.
Изговара се као меко "жј" - идентично изговору слова З́.
Ово слово се налази и у здоровљанском језику, где се такође изговара као меко "жј". За обиљежавање тог звука, у том вештачком језику користе наизменично и Җ и З́ - нема дефинисаних граматичких правила који стриктно одређују које слово да се искористи у одређеном случају.

## Коришћење
| Језик            | Место у азбуци | Изговор                                                           | Romanization |
| ---------------- | -------------- | ----------------------------------------------------------------- | ------------ |
| Калмички језик   | 11th           | лажногласна поставеоларна африката                                | j, dzh       |
| Туркменски језик | 9th            | /d͡ʒ/ true гласна поставеоларна африката                           | j            |
| Дунгански језик  | 10th           | безвучна ретрофлексна африката безвучна алвеолопалатална африката | zh, ⱬ        |
| Татарски језик   | 10th           | гласна алвеолопалатална африката гласни алвеолопалатални фрикатив | c            |

## Рачунарски кодови
| Знак                      | Җ                                          | Җ                                          | җ                                        | җ                                        |
| ------------------------- | ------------------------------------------ | ------------------------------------------ | ---------------------------------------- | ---------------------------------------- |
| Назив у Уникоду           | CYRILLIC CAPITAL LETTER ZHE WITH DESCENDER | CYRILLIC CAPITAL LETTER ZHE WITH DESCENDER | CYRILLIC SMALL LETTER ZHE WITH DESCENDER | CYRILLIC SMALL LETTER ZHE WITH DESCENDER |
| Врста кодирања            | децимална                                  | хексадецимална                             | децимална                                | хексадецимална                           |
| Уникод                    | 1174                                       | U+0496                                     | 1175                                     | U+0497                                   |
| UTF-8                     | 210 150                                    | D2 96                                      | 210 151                                  | D2 97                                    |
| Нумеричка референца знака | &#1174;                                    | &#x496;                                    | &#1175;                                  | &#x497;                                  |

## Слична слова
- Ҹ ҹ : Ч са вертикалним потезом.
- Џ џ : Ћириличко слово Џ.
- Ӌ ӌ : Ћириличко слово Какашко Џ.
- Ӂ ӂ : Ћириличко слово Ж са бревом.
- Ӝ ӝ : Ћириличко слово Ж са дијарезом.
- Ģ ģ : Латиничко слово  Ģ.
- Dž dž : Латиничко дијаграф D и Z са кароном.
- Ч ч : Ћириличко слово Ч.
- Ж ж : Ћириличко слово Ж.
- Č č : Латиничко слово C са кароном.
- Ž ž : Латиничко слово Z са кароном.